# Leesport
Leesport es un borough ubicado en el condado de Berks en el estado estadounidense de Pensilvania. En el año 2000 tenía una población de 1,805 habitantes y una densidad poblacional de 968 personas por km².

## Geografía
Leesport se encuentra ubicado en las coordenadas 40°26′38″N 75°58′5″O / 40.44389, -75.96806.

## Demografía
Según la Oficina del Censo en 2000 los ingresos medios por hogar en la localidad eran de $47,067 y los ingresos medios por familia eran $51,761. Los hombres tenían unos ingresos medios de $36,453 frente a los $25,833 para las mujeres. La renta per cápita para la localidad era de $20,148. Alrededor del 4% de la población estaba por debajo del umbral de pobreza.